# 哥特史
《哥特史》（簡稱 ）拉丁語原名為 ，意為《論該塔伊人人的起源和行為》，由6世紀投效拜占庭帝國的東哥特人約達尼斯（又譯作約爾南德斯、約達爾南迪斯，約生活於500年至555年或560年）寫成。該書使用拉丁語，記述日耳曼人（包括哥特族人）、匈人等民族遷入東歐、中歐、西歐，導致西羅馬帝國崩潰的民族大遷徙歷程。該書取材自現已散佚的當代史籍，以及約達尼斯的親身見聞，雖然書中存有內容粗糙、輕信、文筆較差的情況，但因其史料價值，而獲得後世史家的重視。

## 成書背景

### 關於作者
本書的作者約達尼斯，先祖可能為阿蘭人，因世代居於東哥特人的統治下，所以已融入哥特文化。約達尼斯在500年前後生於達爾馬提亞（在今克羅地亞一帶），曾擔任過阿蘭貴族的書記，晚年皈依基督教，成為神職人員。6世紀中葉拜占庭帝國攻破東哥特王國，約達尼斯投效拜占庭，並著手編撰《羅馬史》及《哥特史》。其後，約達尼斯的經歷有兩種說法，一種是他擔任普通修道士度過餘生，另一種是他被教廷晉升為克羅頓（Croton）主教，後於551年與教皇維吉里烏斯一起到君士坦丁堡。大約555年至560年之間，約達尼斯在君士坦丁堡或巴爾幹半島的東部去世。

### 本書的編撰
本書和《羅馬史》都是在551年寫成。撰寫的原因，據約達尼斯自己所說，是由於他的友人卡斯塔里烏斯要求他「放下當前正在從事而且眼看就要完成的編年史（指《羅馬史》）撰寫工作，轉而把元老（指羅馬學者卡西奧多盧斯元老，Cassiodorus Senator）那套有關該塔伊人（Getae）的起源以及描述他們從古至今在諸多君王和貴族率領下的行為的12卷文集加以刪節，並潤色和增補為一本簡明易懂的小冊子」，於是便著手寫書。另據現代學者羅三洋的分析，約達尼斯要向拜占廷君主證明自己的忠誠，以及緩解羅馬人和哥特人之間的矛盾，因而撰寫本書。本書主要取材自三本已佚的歷史文獻，就是卡西奧多盧斯元老的《哥特史》、拜占庭史家普里斯庫斯的《拜占庭與阿提拉的歷史》，以及阿布拉比烏斯（Ablabius）的一部有關哥特人的史書。除此三部書外，約達尼斯還運用他個人的所見所聞，以豐富他的《哥特史》的內容。

## 內容

### 篇幅梗概

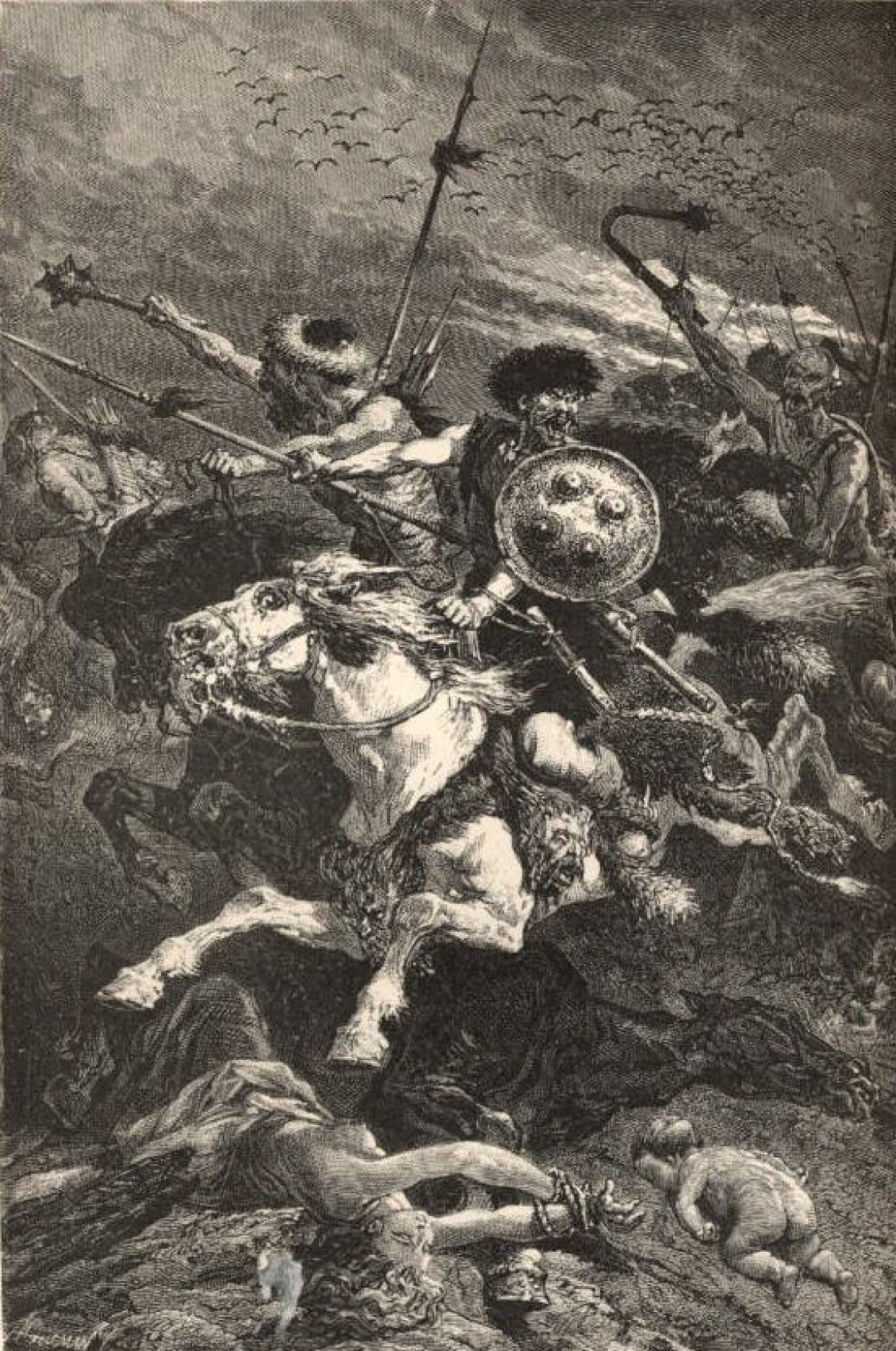
約達尼斯《哥特史》中記述的重要戰役──沙隆會戰

本書篇幅有60章，以及一篇「前言」，一篇「結束語」。書中60章的內容可分為五個部分：第一部分（第1至13章）描述約達尼斯的所知世界及地理情況；第二部分（第14至23章）描述哥特人與其他日耳曼民族之間的關係，以及哥特自身的分裂過程，以及3世紀後期東哥特王國的建立；第三部分（第24至33章）描述哥特人受匈人的襲擊後，東哥特崩潰、西哥特遷徙及侵擾羅馬帝國境內的情況；第四部分（第34至50章）講述阿提拉及其帝國的興衰、西哥特─西羅馬帝國聯軍與阿提拉之間的沙隆會戰、西哥特與西羅馬的關係演變，以及西羅馬的滅亡；第五部分（第51至60章）講述哥特人與其他日耳曼民族瓜分西羅馬帝國領土，以及東哥特为拜占庭帝國所滅的歷史。

### 書中的重大謬誤
本書作者約達尼斯由於很晚才開始學習拉丁語及希臘語，因此未能完全讀懂其他羅馬史家的典籍，而本書的寫作文風、語法亦較差。又基於編撰時的政治環境與民族感情的影響，書中出現一些較明顯的的錯誤。例如，約達尼斯把哥特人離開斯堪的納維亞半島南遷的時間，從史實中的前1世紀，推前至前15世紀；約達尼斯把哥特人與該塔伊人（Getae）混為一談，還把該塔伊人與中亞北部平原上的瑪撒該塔伊人（Massagitae）等同起來；帕提亞人與亞馬孫人被約達尼斯說成是哥特人的一支，但其實他們與日耳曼民族並無親緣關係。
此外，約達尼斯有時還故意歪曲事實，例如把哥特人說成是主持正義的戰士，而哥特人曾經在羅馬帝國境內所作的暴行則淡化；為迎合拜占庭帝國政府，又稱拜占庭消滅東哥特王國是替天行道等等。

## 評價
德國學者威廉·馬滕斯認為：「《哥特史》存在的意義，對於歷史研究來說，卻無論怎樣評價也不算過份。這倒不是因為約達尼斯本人在這個方面取得了非常突出的研究成果──無疑有一些史料，只是因他才得以流傳於後世──而是因為他寫作本書時所利用的大多數著名文獻，尤其是其中最重要的，我指的是阿布拉比烏斯與卡西奧多盧斯關於哥特人的著作，都已經完全地散佚了，是這本書保存了其中的一部份內容。」
美國學者J. W. 汤普森在《歷史著作史》一書裡指出，約達尼斯的《哥特史》「粗糙、無知、輕信而陳腐（主要表現在他引用古典著作時），而且他的拉丁文也很糟，但他那部《哥特史》還是一部重要的著作。他是第一位試圖記述日耳曼人遷移史的作家」。另外J·W·湯普森還提出本書的特點，「在所有中世紀歷史著作中，也許再也沒有哪一本像他這本書這樣缺少宗教色彩了。」
中國學者羅三洋認為：「就以其保存完整、內容豐富、敍事詳細等眾多優點，備受後世學者的青睞，成為日耳曼人史、羅馬帝國史以及民族大遷徙史研究中不可或缺的必備參考書」。

## 流傳情況
《哥特史》自中世紀以來，一直受到西方史學界的重視，並被翻譯成多種語言。18世紀時的英國史家愛德華·吉本的《羅馬帝國衰亡史》，便大段地摘譯或簡述本書的多個段落。
而本書的中文翻譯情況，有中國學者羅三洋的譯本。該譯本依照19世紀德國學者威廉·馬滕斯的德文譯本譯出。

### 引用
1. ↑  《哥特史》羅三洋《譯者序》，北京商務印書館，xii頁。
2. 1 2  《哥特史》威廉·馬滕斯《德文版引言》，羅三洋譯，北京商務印書館，5頁。
3. ↑  約達尼斯《哥特史·前言》，羅三洋 譯，北京商務印書館，13頁。
4. ↑  《哥特史》羅三洋《譯者序》，北京商務印書館，xii─xiii頁。
5. ↑  《哥特史》羅三洋《譯者序》，北京商務印書館，xv─xviii頁。
6. ↑  《哥特史》羅三洋《譯者序》，北京商務印書館，xiii─xiv頁。
7. ↑  J·W·湯普森《歷史著作史》上卷第一分冊，謝德風譯，北京商務印書館，214─215頁。
8. ↑  《哥特史》羅三洋《譯者序》，北京商務印書館，iii頁。
9. ↑  《哥特史》羅三洋《譯者序》，北京商務印書館，xv頁。
10. ↑  《哥特史》羅三洋《譯者序》，北京商務印書館，xix頁。